# Willis Tower
Der Willis Tower (bis Juli 2009 Sears Tower) ist das höchste Gebäude der Stadt Chicago, gleichzeitig auch der derzeit dritthöchste Wolkenkratzer in den Vereinigten Staaten und das fünfundzwanzigsthöchste Gebäude der Erde. Das Gebäude befindet sich im Chicago Loop am South Wacker Drive, Ecke Adams Street. Die Adresse lautet 233 South Wacker Drive, Chicago, IL 60606.

## Geschichte

### Bau und Eröffnung

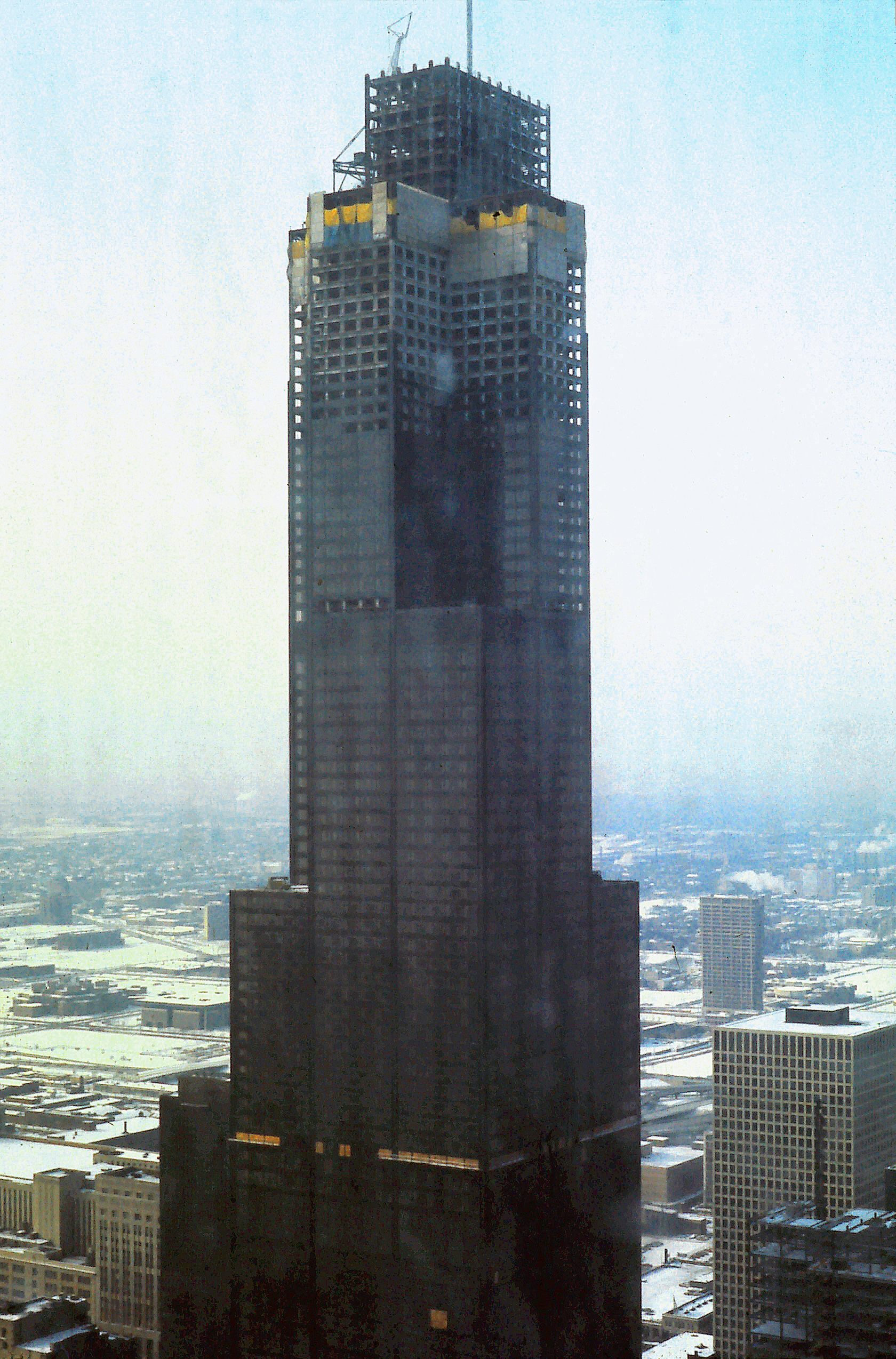
Der Sears Tower im Bau um 1973

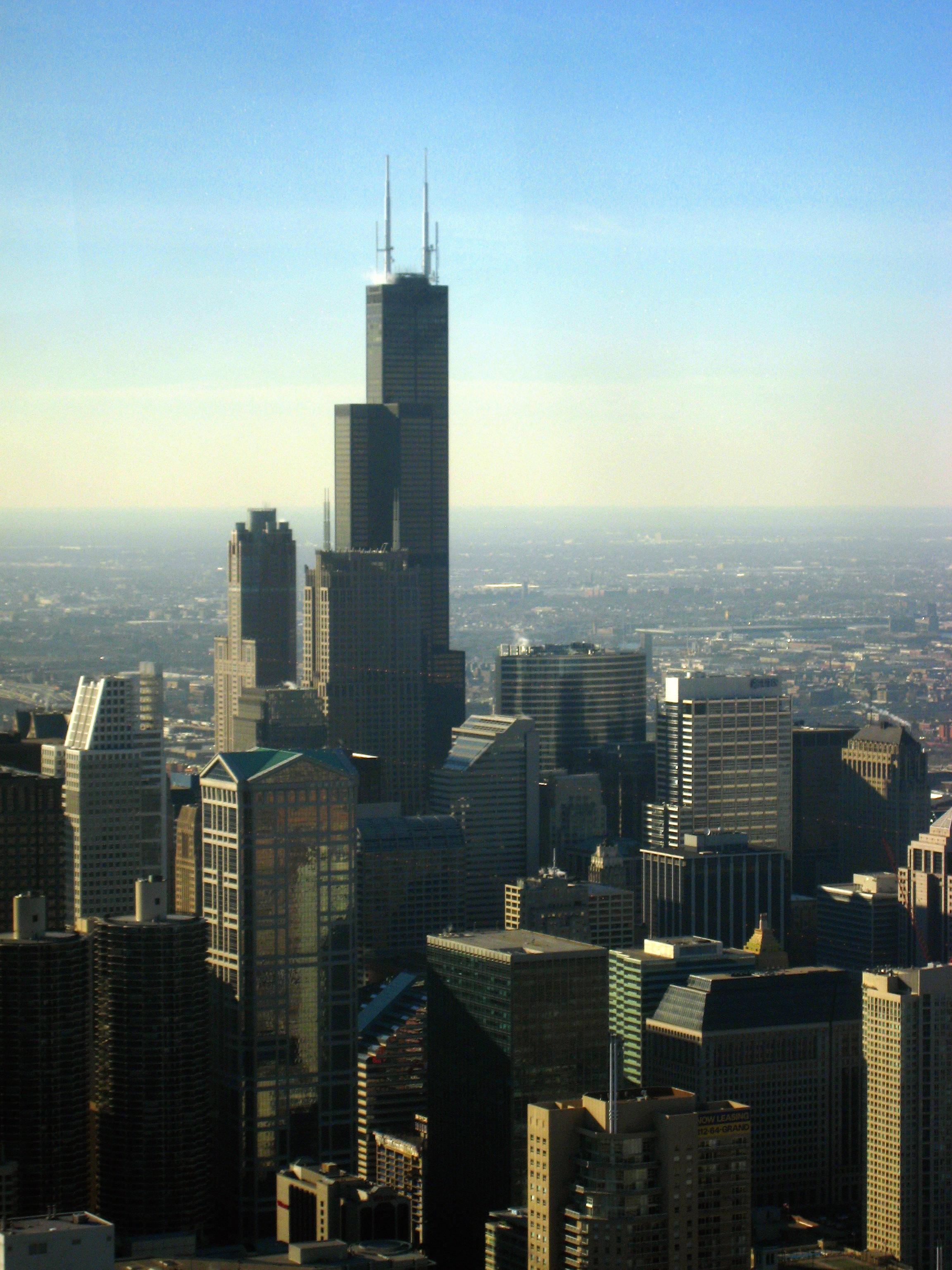
Der Willis Tower in der Skyline von Chicago, gesehen vom John Hancock Center

Der im Auftrag des amerikanischen Einzelhandels-Konzerns Sears (Sears Roebuck and Co.) ab 1970 gebaute Sears Tower wurde nach einer vierjährigen Bauzeit im Jahr 1974 in Chicago eröffnet. Federführend für das Bauprojekt und die anschließende Verwaltung war Cushman & Wakefield. Mit einer Höhe von 442 Metern (Gesamthöhe mit Antenne 527 Meter, 108 Stockwerke) war er nach seiner Vollendung das höchste Gebäude der Welt und löste damit das World Trade Center (417 Meter) in New York als höchsten Wolkenkratzer ab. Das Unternehmen Sears, dessen Sitz sich in Chicago befindet und welches in den Zeiten der Eröffnung des Turmes der größte Einzelhändler der Welt mit 350.000 Angestellten war, brachte in dem Gebäude seine Konzernzentrale unter.

### Höhenrekorde
Im Jahr 1998 reklamierten die Petronas Towers in Kuala Lumpur (insgesamt 452 Meter, Dach 378 Meter, höchste Etage auf 375 Meter) den Titel des höchsten Gebäudes für sich, jedoch wurde in der Folge heftig über die entscheidenden Maße gestritten, insbesondere ob die Gesamthöhe inklusive Antennen, die Dachhöhe, die Höhe der höchsten Etage oder die Strukturhöhe maßgebend ist. Der Wolkenkratzer in Chicago besaß aber weiterhin das höchste Dach. Bis zum Jahr 2000 hielt das Gebäude jedoch nicht den Rekord für die höchste Gesamthöhe. Diesen Titel trug nach wie vor der Nordturm des ursprünglichen New Yorker World Trade Center (1973–2001) (526,7 Meter), ebenso des höchsten nutzbaren Stockwerks, das mit 413 Meter aber nur einen knappen halben Meter höher lag. Erst als eine der Antennen auf dem Gebäude im Juni 2000 auf 527 Meter Höhe (zuvor 520 Meter) erhöht wurde, wurde es zum insgesamt höchsten Gebäude der Welt.
Im Jahr 2004 verlor er den Titel des höchsten Dachs und der höchsten Etage an den Taipei 101 (insgesamt 508 Meter; Dach 448 Meter). Jedoch blieb der Sears Tower mit einer Gesamthöhe von 527 Metern bis zur Mastspitze das insgesamt höchste Gebäude der Welt. Erst als der Burj Khalifa bei seiner offiziellen Eröffnung im Januar 2010 alle Rekorde übernahm (Gesamthöhe 830 Meter, strukturelle und offizielle Höhe 828 Meter) verlor der Turm auch diesen Rekord. Heute ist der Willis Tower noch immer eines der höchsten nicht abgespannten Bauwerke der Welt und das zweithöchste freistehende Bauwerk der USA. Nach der Vollendung einiger höherer Gebäude in Asien verblieb ihm noch der Titel des höchsten Wolkenkratzers in Nordamerika bzw. auf dem amerikanischen Doppelkontinent. Nachdem im Mai 2013 das One World Trade Center in New York seine Endhöhe von 541 Metern erreicht hatte, wurde er als höchstes Gebäude der USA nach 39 Jahren abgelöst. Das One World Trade Center übertrifft ihn sowohl in der architektonischen (offiziellen) Höhe als auch in der Gesamthöhe, indem seine Turmspitze die Antennen des Willis Towers überragt, wobei das Dach des One World Trade Centers mit 417 Metern etwas niedriger ist. Der Willis Tower bleibt weiterhin der höchste Bau in Chicago.

### Umbenennung
Am 16. Juli 2009 wurde der bisherige Sears Tower in Willis Tower umbenannt, nachdem der Londoner Versicherungskonzern Willis Group Holdings rund 13.000 Quadratmeter Bürofläche im Gebäude mietete und die Namensrechte am Hochhaus erwarb. Eine Sprecherin des Sears-Konzerns, der sich die Namensrechte von 1973 bis 2003 gesichert und darin bis 1992 seine Hauptverwaltung hatte, bedauerte den Namenswechsel. Auch nach 2009 behielt der Turm inoffiziell den Namen Sears Tower. In den USA stieß der Namenswechsel Umfragen der Chicago Tribune zufolge auf Ablehnung. Dies hing vor allem damit zusammen, dass das Gebäude seit seiner Vollendung 1974 für über drei Jahrzehnte seinen ersten Namen trug und dieser so auch einen festen Bezug zur Stadt Chicago hatte. Im allgemeinen Sprachgebrauch wird der Turm daher häufig weiterhin Sears Tower genannt.

## Architektur

### Beschreibung

Schematische Darstellung des Willis Towers von seinem Aufbau und seiner Gestalt

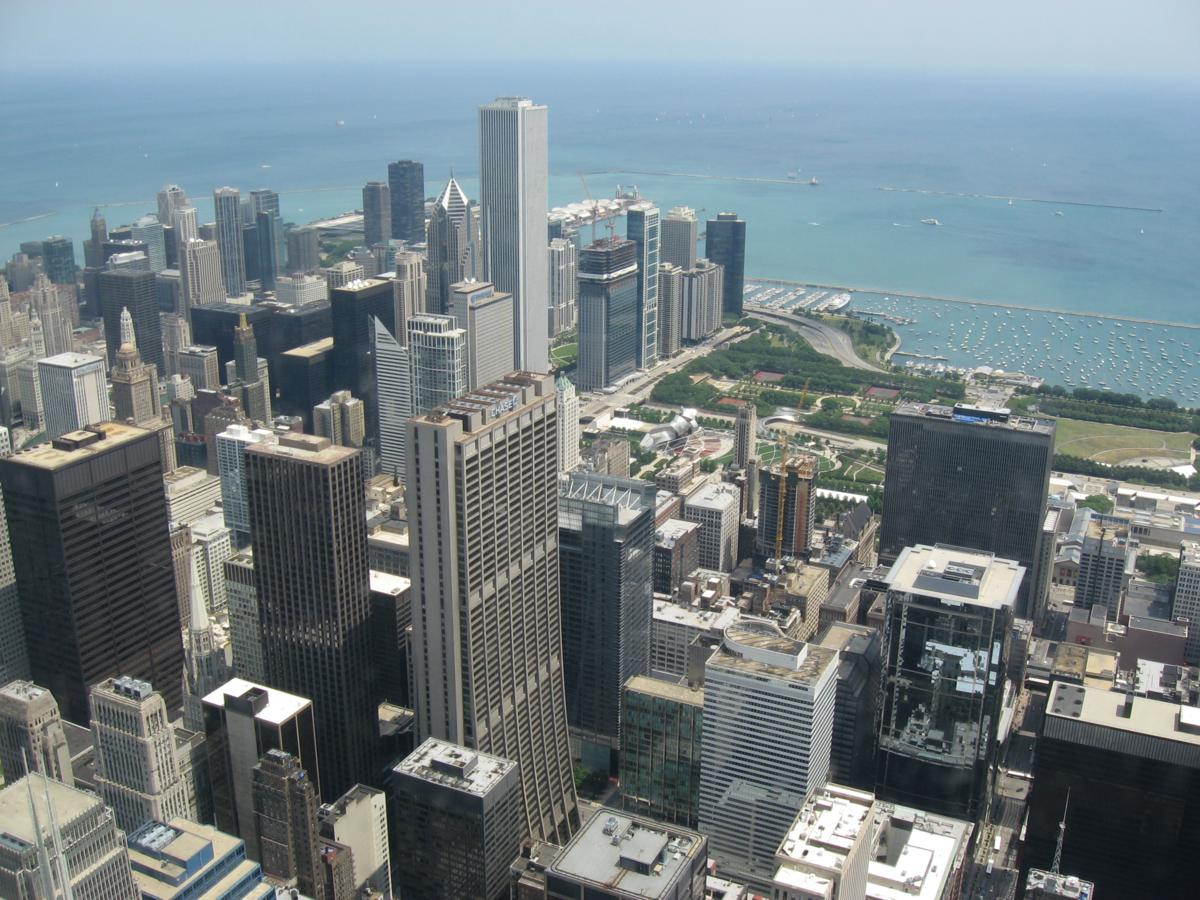
Blick auf die Stadt in Richtung Osten vom Willis Tower, dahinter der Michigansee

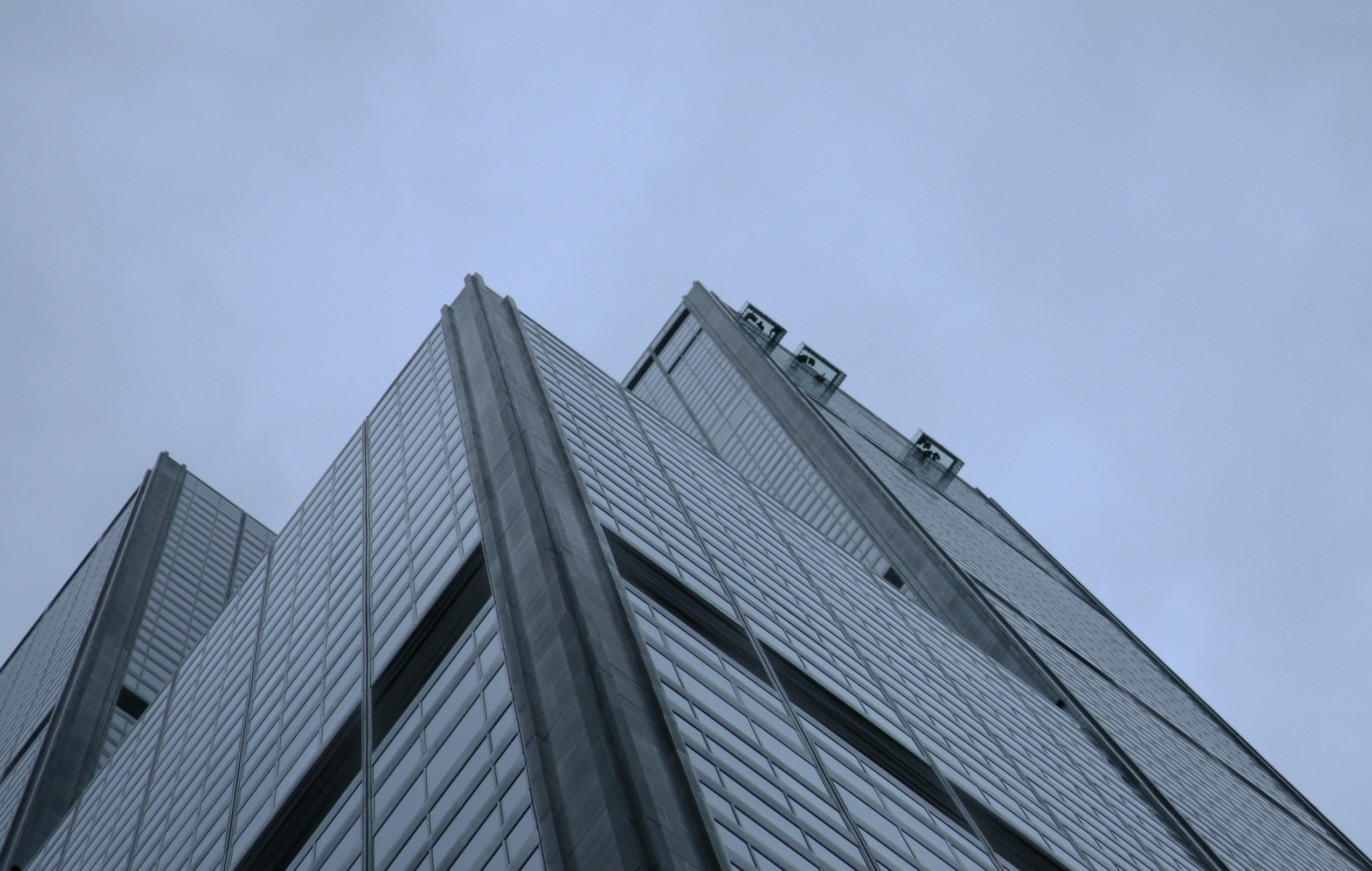
Glasbalkone am Willis Tower (Sicht von unten)

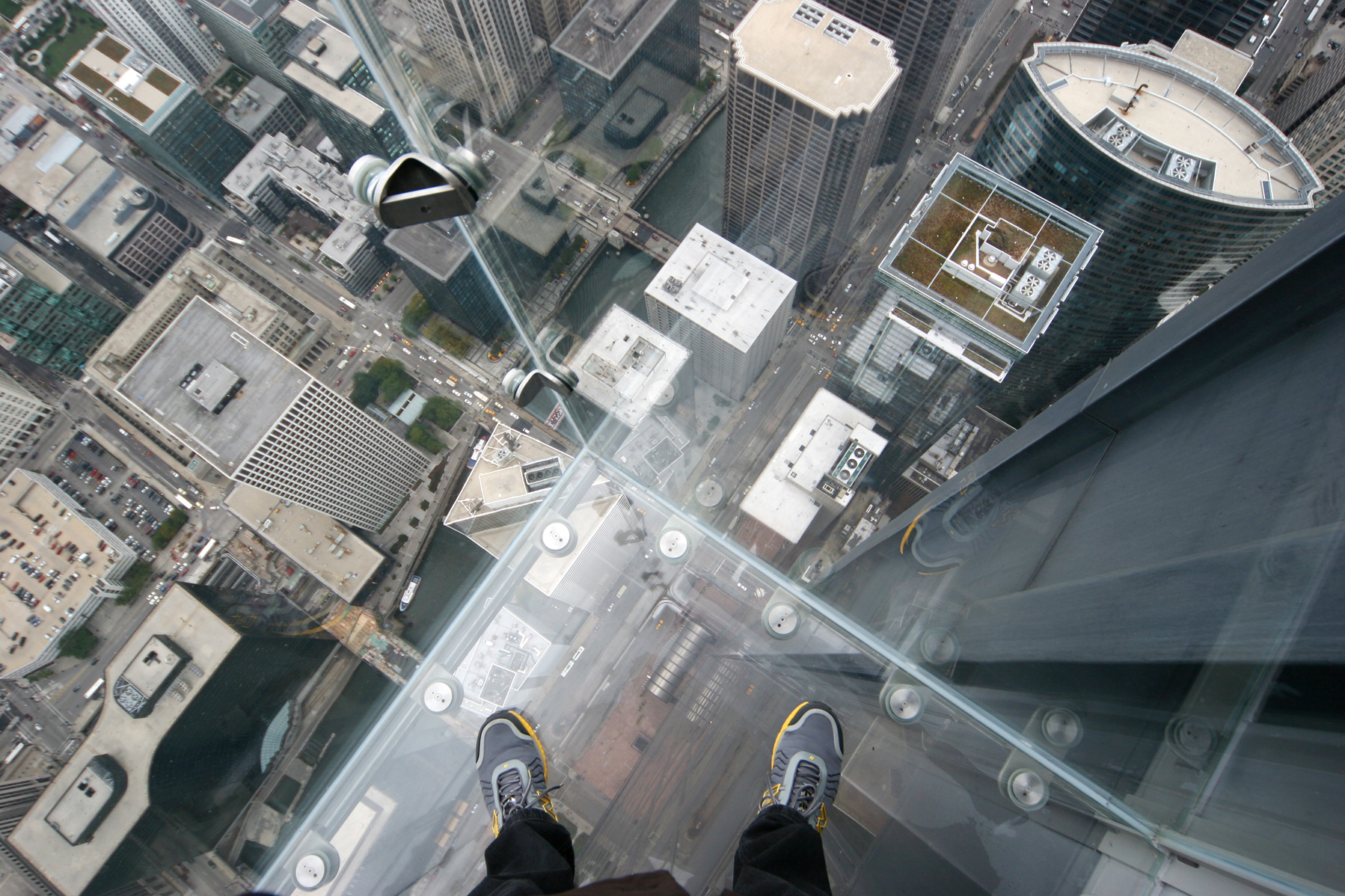
Von den an die Fassade gehängten Glasbalkonen blickt man 412 Meter in die Tiefe

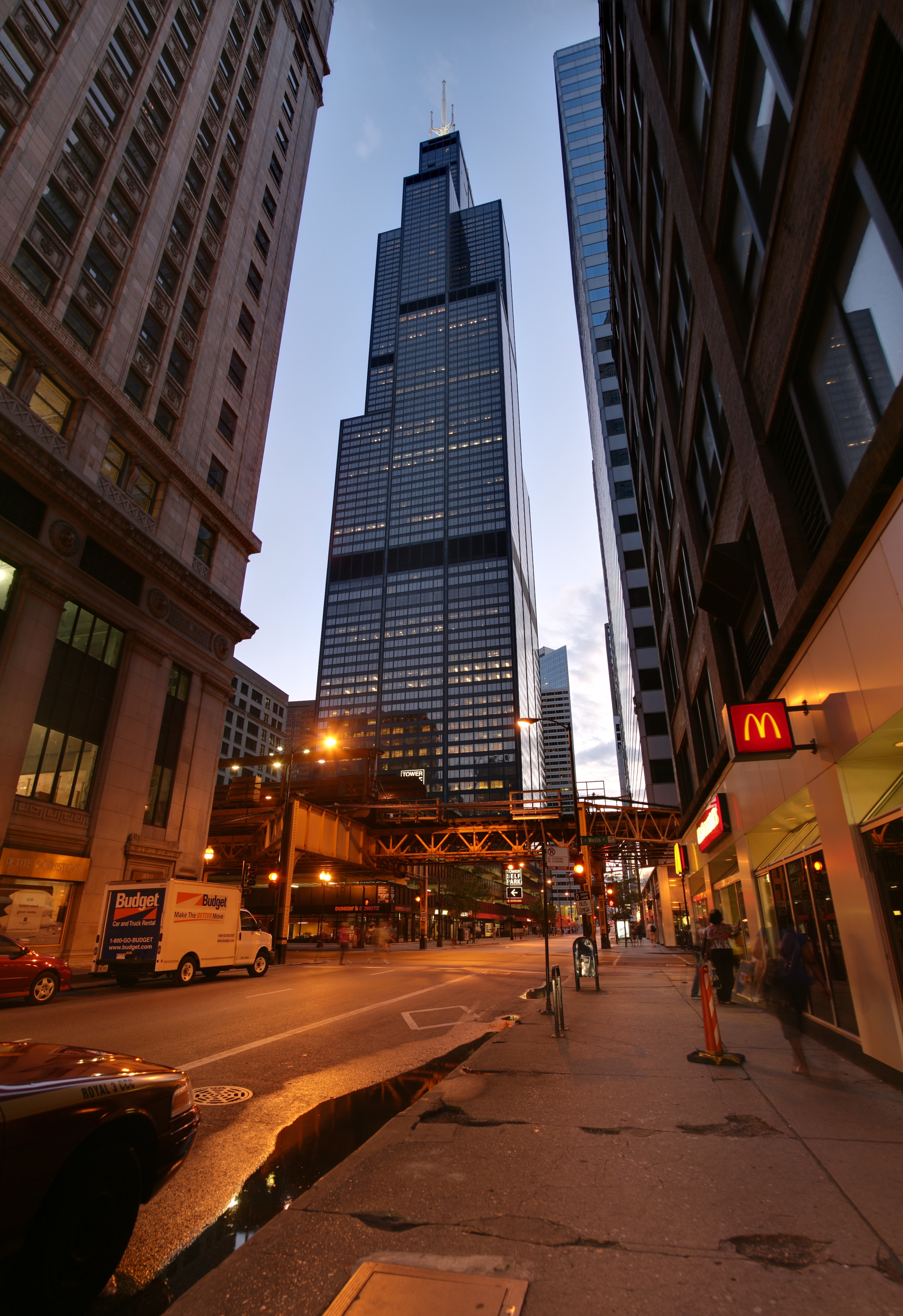
Der Turm von der Straße am Abend

Der Willis Tower besteht aus neun quadratischen Säulen in einer 3×3-Anordnung, die in unterschiedlichen Höhen enden. Bis zu einer Höhe von 200 Metern (49. Etage) bilden die neun Röhren einen großen Quader, ab dort enden zwei von ihnen an gegenüberliegenden Ecken. Von der Höhenlinie der 200 Meter bis zu einer Höhe von etwa 260 Metern (65. Etage) besteht der Turm aus sieben Röhren, in 260 Metern Höhe enden dann die beiden anderen Röhren an den Ecken. Von 260 Meter aufwärts bis auf 360 Meter (89. Etage) führen fünf Röhren in einem kreuzförmigen Querschnitt, in dem dann drei der fünf Röhren enden. Bis 442 Meter (108. Stock) gehen nur noch zwei der neun Röhren, nämlich die zentrale Röhre und eine andere am Rand. Aufgrund dieses einzigartigen Designs bietet der Willis Tower aus verschiedenen Perspektiven so viele unterschiedliche Ansichten wie kaum ein anderes Gebäude. Die tragenden Elemente des Gebäudes bestehen fast ausschließlich aus Stahl. Diese Bauweise wird heute weniger häufig verwendet (bei den meisten neuen Gebäuden bestehen die tragenden Elemente aus Stahl und Beton). Der Willis Tower ist bis heute das höchste Gebäude dieses Typs.
Das ganze Gebäude ist mit schwarzem Aluminium verkleidet. Die Fassade besteht aus rund 16.100 Fenstern.
Die Etagen 29–32, 64–65, 88–89 und 104–108 sind nicht als Büroräume etc. nutzbar, es handelt sich dabei um die Betriebsgeschosse (erkennbar an der Fassade (dunkler, ohne Glasfenster)), in denen technische Anlagen wie Aufzugsmotoren, elektrische Schaltstationen und Klimaanlagen untergebracht sind. Da auch die obersten Etagen Betriebsgeschosse sind, liegt das höchste nutzbare Stockwerk (das 103.) lediglich in einer Höhe von 412,7 Metern, wohingegen das höchste Stockwerk (das 108.) auf 436 Metern liegt.
Zwischen den beiden Antennen auf dem Flachdach befindet sich ein 2 Stockwerke hoher Aufbau, in dem unter anderem ein Reinigungsroboter für die Fenster untergebracht ist. Zählt man diesen, aber noch zur offiziellen Höhe nicht mehr dazuzählenden Aufbau mit, hätte der Willis Tower 110 Stockwerke. Diese Anzahl an Etagen wird entgegen der offiziellen Etagenanzahl von manchen Quellen genannt.
In der Lobby befindet sich die Skulptur The Universe von Alexander Calder.

### BesucherplattformSkydeck
Von der 412 Meter hoch gelegenen Besucherplattform im 103. Stock (Skydeck) kann man gegen Eintritt an manchen Tagen bis zu 80 Kilometer weit in vier verschiedene Bundesstaaten blicken. Zwei Aufzüge bringen dabei den Besucher mit rund 8 m/s (28,8 km/h, 480 Meter pro Minute) in 45 Sekunden auf das Skydeck; sie gehören zu den schnellsten der Welt. In der 99. Etage befindet sich eine alternative Aussichtsetage, wenn jene in der 103. Etage geschlossen ist.

### Glasbalkone
Nachdem die Firma Willis den Turm im Sommer 2009 übernommen hatte, wurde an der 412 Meter hoch gelegenen Aussichtsetage im 103. Stock eine neue Attraktion eröffnet. An der Westseite der Gebäudefassade, an der die Wand im Gegensatz zu den anderen Seiten direkt senkrecht bis auf den Erdboden geht, wurden drei geschlossene Glasbalkone montiert. Diese erlauben es dem Besucher, auf einer Glasplatte zu stehen, die nur an einer Seite an der Turmfassade befestigt und sonst frei ist, und somit durch den Glasboden 412 Meter in die Tiefe zu schauen. Seit dem Kollaps des Südturms des World Trade Center in New York im September 2001, dessen Aussichtsterrasse 420 Meter hoch lag, ist die Aussichtsetage des Willis Tower in 412 Metern Höhe die höchste Aussichtsplattform in den USA. Es gibt in Nordamerika derzeit kein Gebäude außer dem Willis Tower, das in dieser Höhe noch ein Stockwerk beherbergt.
Am 28. Mai 2014 bildeten sich Risse im Boden eines der Glasbalkone. Die betroffene Glasplatte, eine Schutzschicht über dem eigentlichen Glasboden, wurde am nächsten Tag ausgetauscht.

## Nutzung
Der Turm ist mit ca. 350.000 m² Bürofläche überwiegend ein Bürogebäude. Zu den Mietern gehören neben der Willis Group (Nutzung von ca. 13.000 m² Bürofläche) unter anderem Firmen wie Backstop Solutions, UniCare Life & Health Insurance Company, Tradestation Securities, TRU Office Advisors, Tressler Lawyers LLP und United Airlines. Letztere hatte das Gebäude Ende 2010 nach der Fusion mit Continental Airlines bezogen und 2012 dort die Betriebszentrale eingerichtet. United war ab 2010 mit der Nutzung von fast 20 % der Gesamt-Bürofläche auf ca. 60.000 m² der größte Mieter im Gebäude. Zum Stand Juni 2012 belegte die Fluggesellschaft mit Sitz in Chicago 12 Stockwerke des Willis Tower, in denen sie ca. 4.000 Mitarbeiter beschäftigte, und plante bis Ende 2012 weitere Mitarbeiter in das Gebäude zu verlegen, um andere Verwaltungsstandorte in Chicago aufzugeben. Zum Stand 2013 arbeiteten auf 16 Stockwerken und ca. 75.000 m² mehr als 4.000 United-Mitarbeiter in dem Gebäude, das als Betriebs- und Firmenzentrale von United Airlines fungiert. Eine erneute Umbenennung, bspw. in United Tower, wurde von Seiten des Gebäudebetreibers 2012 ausgeschlossen.

## Datensammlung

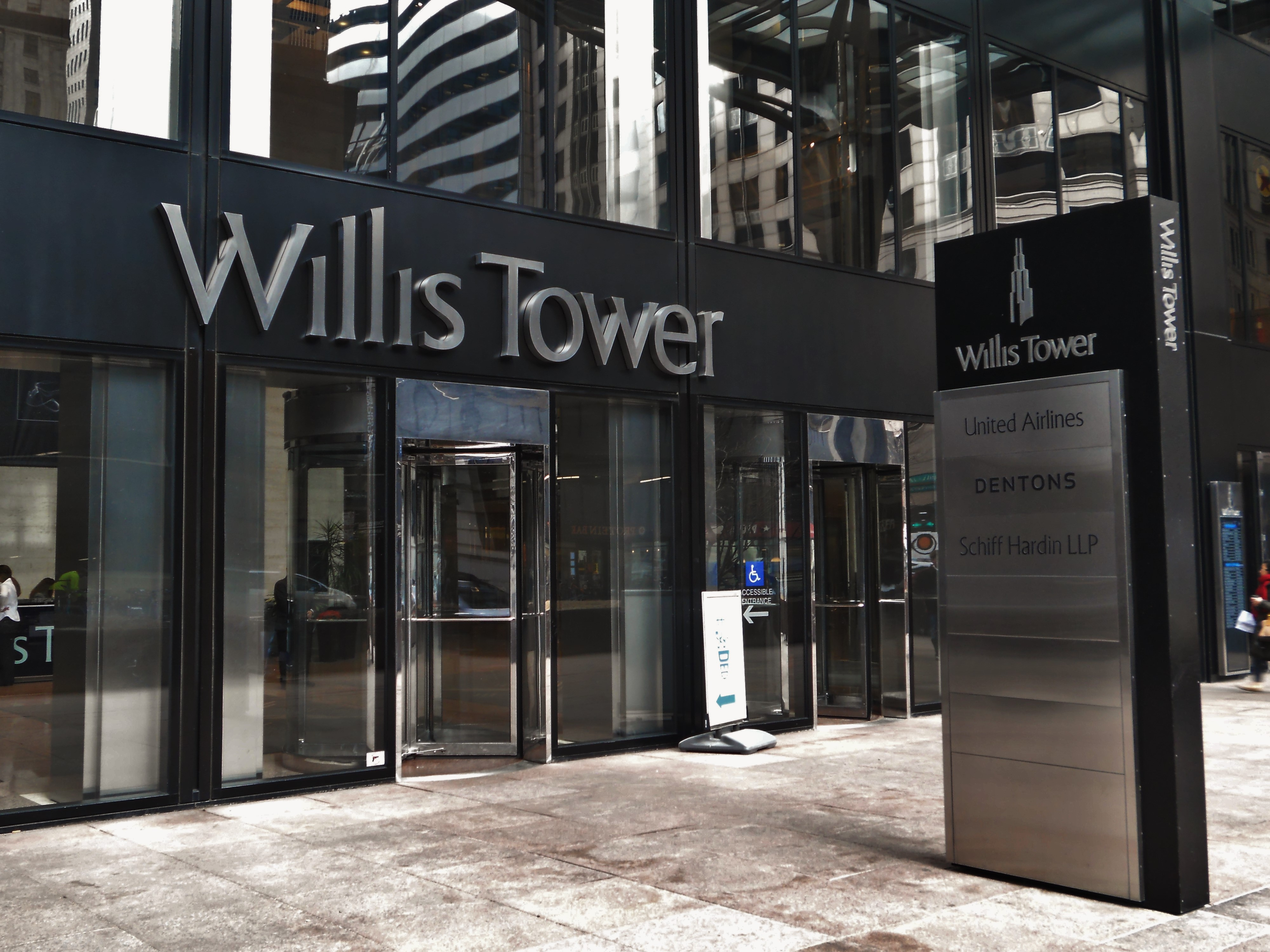
Haupteingang

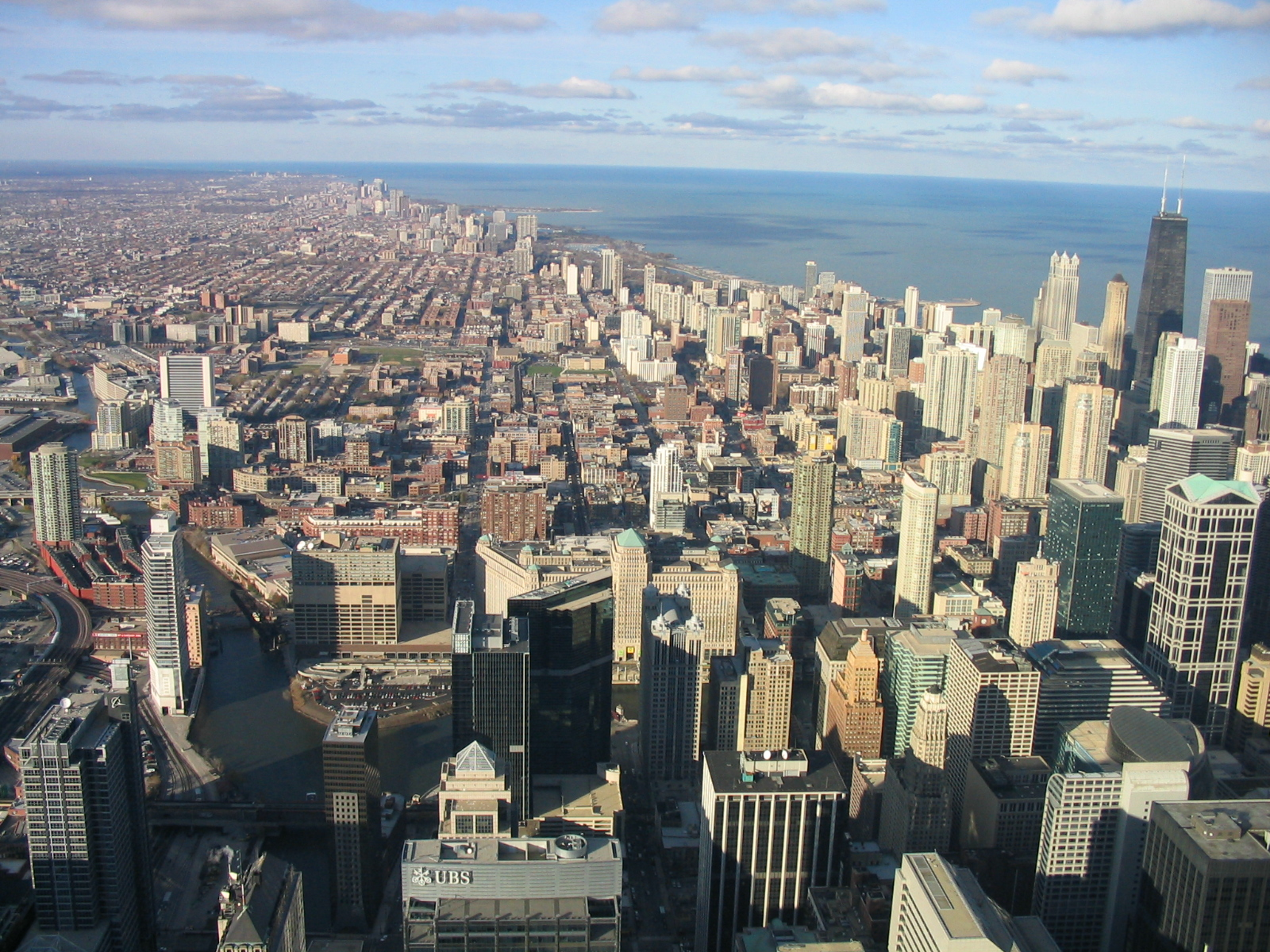
Blick vom Willis Tower nach Norden, rechts der Michigansee

### Zeitliche Daten
- Grundsteinlegung: August 1970
- Richtfest: Mai 1973
- Eröffnung: Mai 1974
- Antennenmontage: Februar 1982

### Technische Daten
- Höhe Dach: 442,3 m
- Höchste Etage: auf 436 m
- Höchste nutzbare Etage: auf 412,7 m[11]
- Westliche Antenne: 527,3 m
- Östliche Antenne: 520 m
- Aussichtsetage: 103. Stockwerk (auf 412,7 m)
- Aufzüge: 104
- Aufzugsgeschwindigkeit: 480 m pro Minute
- Etagen: 108
- Grundfläche 68,58 m × 68,58 m
- Unterirdische Etagen: 3
- Gesamtgewicht: ca. 220.000 t
- Treppenabsätze: 2109[12]

### Diverses
- Die Antennenspitze des Willis Towers ist der höchste Punkt im US-Bundesstaat Illinois. Die Antennenspitze liegt 527,3 Meter über dem Straßenniveau Chicagos und 708 Meter über dem Meeresspiegel. Das Dach liegt 442,3 Meter über dem Straßenniveau und 623 Meter über dem Meeresspiegel, die Aussichtsplattform (Sky Deck) im 103. Stock befindet sich 412 Meter über dem Straßenniveau und 593 Meter über dem Meeresspiegel. Der Haupteingang des Gebäudes und somit auch das Straßenniveau Chicagos liegt 181 Meter über dem Meeresspiegel. Der höchste natürliche Punkt in Illinois ist der Charles Mound, ein vom Meeresspiegel aus gemessen 376 Meter hoher Hügel.
- Das Gebäude weicht ungefähr 10 Zentimeter aus der Vertikalen ab, verursacht durch sein leicht asymmetrisches Design, was eine ungleichmäßige Belastung des Fundaments zur Folge hat.